# Нова Шаровка
Нова Шаровка (хорв. Nova Šarovka) — населений пункт у Хорватії, у Вировитицько-Подравській жупанії у складі громади Соп'є.

## Населення
Населення за даними перепису 2011 року становило 250 осіб.
Динаміка чисельності населення поселення:

## Клімат
Середня річна температура становить 11,33 °C, середня максимальна – 25,93 °C, а середня мінімальна – -5,75 °C. Середня річна кількість опадів – 731 мм.
| Клімат поселення                              | Клімат поселення | Клімат поселення | Клімат поселення | Клімат поселення | Клімат поселення | Клімат поселення | Клімат поселення | Клімат поселення | Клімат поселення | Клімат поселення | Клімат поселення | Клімат поселення | Клімат поселення |
| Показник                                      | Січ.             | Лют.             | Бер.             | Квіт.            | Трав.            | Черв.            | Лип.             | Серп.            | Вер.             | Жовт.            | Лист.            | Груд.            |                  |
| Середній максимум, °C                         | 5,91             | 8,13             | 12,73            | 17,19            | 22,39            | 25,93            | 25,28            | 24,84            | 20,39            | 15,18            | 9,48             | 5,19             |                  |
| Середня температура, °C                       | 0,10             | 2,30             | 6,90             | 11,37            | 16,56            | 20,11            | 21,68            | 21,20            | 16,79            | 11,56            | 5,88             | 1,60             |                  |
| Середній мінімум, °C                          | −5,75            | −3,53            | 1,08             | 5,54             | 10,74            | 14,28            | 18,04            | 17,61            | 13,14            | 7,92             | 2,24             | −2,07            |                  |
| Норма опадів, мм                              | 43               | 39               | 44               | 58               | 71               | 90               | 68               | 71               | 59               | 63               | 71               | 54               |                  |
| Середньомісячна швидкість вітру, м/с          | 2.20             | 2.50             | 2.80             | 2.70             | 2.40             | 2.20             | 2.10             | 1.90             | 2.00             | 2.00             | 2.20             | 2.28             |                  |
| Середньомісячна сонячна радіація, кДж/м²·день | 4111             | 6867             | 10771            | 15244            | 19305            | 21351            | 22206            | 19800            | 14690            | 8997             | 4641             | 3430             |                  |
| --------------------------------------------- | ---------------- | ---------------- | ---------------- | ---------------- | ---------------- | ---------------- | ---------------- | ---------------- | ---------------- | ---------------- | ---------------- | ---------------- | ---------------- |
| Джерело:                                      |                  |                  |                  |                  |                  |                  |                  |                  |                  |                  |                  |                  |                  |